# Medley: Pick a Bale of Cotton/On Top of Old Smokey/Midnight Special
"Medley: Pick a Bale of Cotton/On Top of Old Smokey/Midnight Special" é um potpourri de três músicas do folclore americano lançada pelo grupo sueco ABBA, originalmente como "Pick A Bale Of Cotton/On Top Of Old Smokey/Midnight Special". Também é conhecida (não oficialmente) como "Folk Medley".

## História
Em 1975, o ABBA foi abordado para contribuir em um álbum chamado Stars Im Zeichen Eines Guten Sterns, um projeto de caridade da Alemanha Ocidental cujo objetivo era a batalha contra o câncer. A ideia era de que todos os artistas participantes gravassem medleys de canções populares que estavam no domínio público, já que as músicas de direitos autorais causariam "conflitos". As músicas que o ABBA escolheu para a sua contribuição foram músicas folclóricas americanas: "Pick a Bale of Cotton", "On Top of Old Smokey" e "Midnight Special". Björn, que foi integrante do grupo Hootenanny Singers, relembrou mais tarde:
| “ | Eram canções que Benny e eu gostávamos... E elas estavam, talvez, sobretudo perto do meu coração, já que era o tipo de repertório que tivemos no Hootenanny Singers. | ” |

Suas gravações começaram em 6 de maio de 1975 na Glen Studio. Em 1978, foi remixado e lançado como lado B do single "Summer Night City". Foi inicialmente lançado no box Thank You for the Music, e depois apareceu como faixa bônus na reedição do álbum ABBA.

### Pick a Bale of Cotton
"Pick a Bale of Cotton" ocupa 1m25s do medley. Foi organizada por Benny Andersson e Björn Ulvaeus e é a única música do medley em que todo o quarteto compartilha o vocal principal.

### On Top of Old Smokey
"On Top of Old Smokey" ocupa 1m11s do medley. Foi organizada por Benny Andersson e Björn Ulvaeus, enquanto Frida é a vocalista principal.

### Midnight Special
"Midnight Special" ocupa 1m58s do medley. Foi organizada por Benny Andersson e Björn Ulvaeus, enquanto Frida e Agnetha Fältskog compartilham o vocal principal.